# تتجير

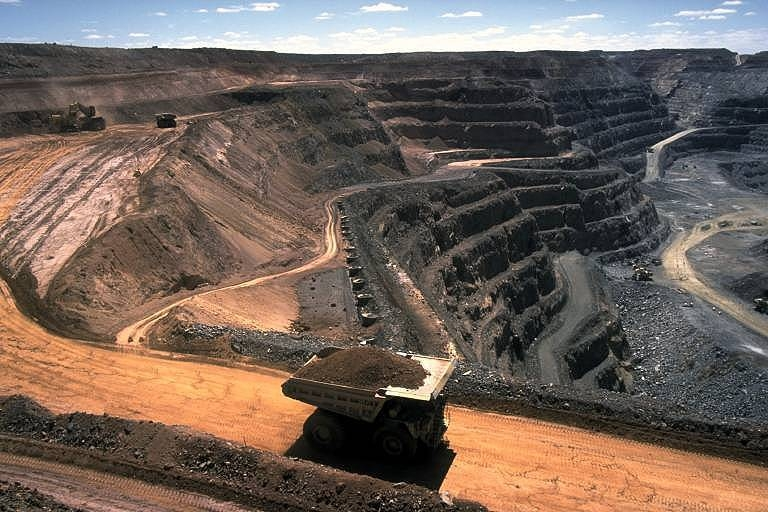

التتجير أو الأتجرة عملية قصدها استغلال أو استعمال مصدر أو تقنية بهدف تحقيق الربح.
التعامل التجاري[بحاجة لمصدر] تقديم منتج جديد أو أسلوب إنتاج إلى السوق. ويعتبر الانطلاق الفعلي للمنتج الجديد هو المرحلة النهائية لتطوير المنتج الجديد وهي الحالة التي يجب أن يُنفق فيها أكبر قدر من المال على الدعاية ووترويج المبيعات وجهود التسويق الأخرى.
غالبًا ما يتم الخلط بين التعامل التجاري وتسويق المبيعات أو التسويق أو تطوير الأعمال. يوجد في التعامل التجاري ثلاث نواحٍ رئيسية:
1. القمع من الضروري أن نفحص العديد من الأفكار للحصول على منتج أو منتجين أو أعمال يمكن أن تستمر لمدة طويلة
2. إنها عملية مرحلية وكل مرحلة لها أهدافها الرئيسية ومعالمها
3. ومن الأهمية بمكان إشراك أصحاب المصلحة في وقت مبكر بما في ذلك العملاء

## عملية التعامل التجاري
التعامل التجاري لمنتج يتم فقط إذا أمكن الإجابة على الأسئلة الثلاثة التالية:
1. متى يجب على الشركة أن تتخذ قرارها بشأن توقيت التطبيق.متى يجب على الشركة أن تواجه خطر تفكيك مبيعاتها من المنتجات الأخرى، وإذا أمكن تحسين المنتج بشكل أفضل أو إذا انهار الاقتصاد يجب تأخير الإطلاق.
2. أين المكان الذي يجب على الشركة أن تقرر أن تطلق منتجاتها فيه. من الممكن أن يكون في موقع واحد أو في منطقة واحدة أو عدة مناطق أو سوق محلية أو دولية. وسوف يتأثر هذا القرار بشكل كبير بموارد الشركة فيما يتعلق برأس المال والثقة الإدارية والسلطات التنفيذية. وعادة ما تطلق الشركات الصغيرة منتجاتها في المدن أو المناطق الجذابة، بينما تدخل الشركات الكبرى في السوق الوطني على الفور.
 وعمومًا يتم الانتشار العالمي فقط من خلال تكتلات متعددة الجنسيات، طالما أنها تمتلك الحجم الكافي وتستفيد من أنظمة التوزيع العالمية. (على سبيل المثال يونيلفير وبروكتر وجامبل). تستخدم الشركات متعددة الجنسيات الأخرى إستراتيجية «الدولة الرائدة»: وتقدم منتجًا جديدًا في بلد أو منطقة واحدة في كل مرة على حدة (على سبيل المثال كولجيت بالموليف).
3. من هم مجموعة المستهلكين المستهدفين الذين يُحددون في وقت مبكر عن طريق البحث والتسويق التجريبي.يجب أن تتكون مجموعة المستهلكين الأساسية من مبتكرين وأوائل الشركات التي تتبنى المنتج والمستخدمين بكثرة وقادة الرأي. وذلك يضمن قيام المشترين الآخرين بتبني الفكرة في السوق أثناء فترة نمو المنتج.

كيف تقرر الشركة خطة العمل لتقديم المنتج من خلال تنفيذ القرارات المذكورة أعلاه. يجب على الشركة أن تطور مزيجا تسويقيا قابلاً للحياة وتضع ميزانية تسويق محترمة.

## كتابات أخرى
- Clemens, F. et al. (2003): Xelibri: A Siemens Mobile Adventure; case study of WHU School of Management, Vallendar, Germany; distributed by ECCH Collection, England and USA
- Dibb, S. et al. (2001): Marketing – Concepts and Strategies; Fourth European Edition Houghton Mifflin; Boston
- Jobber, D. (2001): Principles & Practice of Marketing; Third Edition McGraw-Hill; London
- Kotler, P. et al. (1996): Principles of Marketing; Fourth European Edition Prentice Hall; Harlow (UK)
- Lancaster, G. and Massingham, L. (1999): Essentials of Marketing; Third Edition McGraw-Hill; London